# Emblyna phylax
Emblyna phylax är en spindelart som först beskrevs av Willis J. Gertsch och Ivie 1936.  Emblyna phylax ingår i släktet Emblyna och familjen kardarspindlar. Inga underarter finns listade i Catalogue of Life.